# Карадеин (Габалинский район)
Карадеин (азерб. Qaradeyin) — село в Габалинском районе Азербайджана.

## География
Село расположено на правом берегу реки Карачай, к юго-западу от районного центра Габала. Рядом проходит шоссе Габала-Агдаш.

## Инфраструктура
В Карадеине расположен Габалинский завод по переработке винограда Aspi Winery OOO «Aspi-Agro».
В селе действует средняя общеобразовательная школа.

## История
Под именем Карадигинъ Кабалинского магала упоминается в «Кавказском календаре» за 1856 год как «татарское» (азербайджанское) село.
Язык населения обозначается «татарским» (азербайджанским), религиозная принадлежность — мусульмане-сунниты.
«Кавказский календарь» на 1915 год, сообщает об двух одноимённых селах Карадегинъ Елизаветпольской губернии Арешского уезда. Оба села обозначены как «татарские» (азербайджанские), с числом жителей соответственно 665 и 103 человека.